# بالداسار غالوبي
 بالداسار غالوبي  من الإيطالية (Baldassare Galuppi) و تلفظ بالداساري چالوپِّي ولد في العام 1706 في الثامن من تشرين الثاني (أكتوبر) على جزيرة بورانو قرب مدينة البندقية و توفي في البندقية في الثالث من كانون الثاني (يناير) من العام 1785 كان ملحنًا إيطاليًا.

## حياته
لقب بالبورانيللو نسبة لمدينته بورانو، تعلم الموسيقى على والده، عازف الكمان الهاوي. لم تلقَ أوبراه الأولى أيَّ نجاح. تابع دراسته على أنطونيو لوتي كما ألّف أوبرا جديدة بعنوان دوريندا عام 1729 حازت على إعجاب الجمهور البندقي. بدأ تعاونه مع تعاون ناجح بينه وبين كارلو غولدوني صاحب كتيِّب، «غوستاف الأول، ملك السويد». أصبح مدعومًا من جاكومو كازانوفا وجان جاك روسو أحد أهم الموسيقيين في البندقية.
أصبح مثالًا احتذى به العديد من معاصريه أمثال جوزيف هايدن وكارل باخ

## أعماله الرئيسيّة

### أوبراوات
- دوريندا، 1729
- غوستاف الأول، ملك السويد (أوبرا)، 1740
- أرنط ملك السكوثيون (أوبرا)، 1740
- سكيبيو في قرطاج، 1741

### أعماله اللاهوتية
- حوالي مئة كنتاتا
- حوالي مئة أوراتوريو
- موتيتات عديدة

## روابط خارجية
- بالداسار غالوبي على موقع IMDb (الإنجليزية)
- بالداسار غالوبي على موقع الموسوعة البريطانية (الإنجليزية)
- بالداسار غالوبي على موقع ميوزك برينز (الإنجليزية)
- بالداسار غالوبي على موقع إن إن دي بي (الإنجليزية)
- بالداسار غالوبي على موقع ديسكوغز (الإنجليزية)